# Xã Carlton, Michigan
Xã Carlton (tiếng Anh: Carlton Township) là một xã thuộc quận Barry, tiểu bang Michigan, Hoa Kỳ. Năm 2010, dân số của xã này là 2.391 người.